# Cinquante Nuances de black
Pour plus de détails, voir Fiche technique et Distribution.
Cinquante Nuances de black (Fifty Shades of Black) est une comédie américaine réalisée par Michael Tiddes, sortie en 2016. Il s'agit d'une parodie du film Cinquante nuances de Grey réalisé par Sam Taylor-Wood.

## Synopsis
Christian Black tombe sous le charme de l'innocente étudiante Hannah Steele. Il lui propose alors un pacte d'amour, placé sous le signe du S.M. (comme « Super Marrant »).

## Fiche technique
- Titre français : Cinquante Nuances de black
- Titre original : Fifty Shades of Black
- Réalisation : Michael Tiddes
- Scénario : Rick Alvarez, Marlon Wayans
- Direction artistique :
- Décors : Ermanno Di Febo-Orsini
- Costumes : Ariyela Wald-Cohain
- Photographie : David Ortkiese
- Montage : Lawrence Jordan
- Musique :
- Production : Rick Alvarez, Marlon Wayans
- Société de production : IM Global
- Société de distribution :  Open Road Films
- Budget : 5 000 000 $
- Box-office :
- Pays de production :  États-Unis
- Langue originale : anglais
- Format : couleur
- Genre : comédie
- Durée : 92 minutes
- Dates de sortie :
  - États-Unis : 29 janvier 2016
  - France : 23 janvier 2017 (direct-to-video)

## Distribution
- Marlon Wayans : Christian Black
- Kali Hawk : Hannah Steele
- Jane Seymour : Claire
- Mike Epps : Ron
- King Bach : Jesse
- Mircea Monroe : Becky
- Affion Crockett : Eli Black
- Kate Miner : Ashley
- Florence Henderson : Mrs. Robinson
- Dave Sheridan : The Great Mysterio
- Jenny Zigrino : la colocataire de Hannah